# Walter Junghans
Walter Junghans (Hamburg, el 26 d'octubre de 1958) és un exfutbolista alemany que jugava com a porter.